# 다이너마이트 타령
《다이너마이트 타령》(일본어: ダイナマイト節 다이나마이토부시[*])은 메이지 시대 나온 자유민권운동 활동가인 '소시'(壮士)들이 부른 노래(소시 타령)이다. 메이지 14년 정변 이후 빈번하게 발생한 자유민권운동 격화사건을 배경으로 한 노래로 "가장 오래된 엔카"로도 알려져 있다.

## 역사
엔카의 원조가 되는 노래는 자유민권운동 당시 소시의 연설이다. "서생 타령"(書生節)이라고 부르는 세태를 풍자하는 노래가 1873년경 활발하게 불렸으나 1881년 이후 자유민권운동기에도 다시 노래가 유행하기 시작해 "자유의 깃발이 휘날리는 가바산 산기슭/폭탄이 울러퍼지는 시모다테 마을"과 같이 가바산 사건과 같은 주요 격화사건을 주제로 한 시음이 만들어졌다.
당시 소시의 연설은 일본 정부가 방해하던 경우가 많았기 때문에 거리로 나와 노래하는 형태로 민권자유론을 민중에게 보급하는 수단을 사용했다. 이런 상황에서 고사와 다케지로 등이 구상한 요미우리 소시(読売壮士)라는 단체가 부른 최초의 노래가 《다이너마이트 타령》인데 누가 이 노래를 처음 부르기 시작했는지는 미상이다. 이토야 도시오는 "(1885년 일어난) 오사카 사건 이전에 오이 겐타로가 야나기시마의 유일관 소시에게 이 노래를 부르게 했다"라는 전설을 소개했다. 오노즈카 도모지는 이 노래의 배경이 1885년 제정된 폭발물취체벌칙의 영향도 있었을 것이라 주장했다. 소에다 아젠보는 다이너마이트 타령의 제목이 원래 "자유엔카"(自由演歌)였다가 이후에 유행가를 전부 '엔카'(演歌)라고 줄여부르면서 현 엔카의 어원이 되었다고 주장한다.

## 노래

### 가사
가사에 있는 민력휴양은 당시 자유당이 내세운 표어였다. "국리민복 증진하고 민력을 보양하세"(国利民福増進して民力休養せ)라는 노래 후렴구가 가타카나로만 쓰여진 이유는 시게시타 가즈오에 따르면 "전단지가 금지되는 일을 막기 위한 고육지책"이라고 말했다. 또한 시게시타에 따르면 이런 후렴구는 같은 시기의 엔카에서 많이 볼 수 있는 것으로 엔카의 소시가 선도하면 대중이 따라 부를 수 있도록 작사했다고 말했다. 토지세 인하를 뜻하는 이 주장은 도시 민중과는 약간 먼 주제이다. 히로오카 모리호는 가사에 대해 "다이너마이트 타령은 민중에게 이를 절실한 문제로 받아들이도록 호소한다. 이렇게 일상생활과 무관한 먼 곳에 있는 주제를 힘으로 청중 눈앞에 끌어내는 효과가 있었다"고 분석했다.
미타 무네스케는 다이너마이트 타령에서 '국리'와 '민복'이 미분화된 것처럼 노래하는 것에 주목해 "거기에는 사쓰마 독재정부에 대한 민권론자로서의 분노와 일본을 압박하는 제국주의 국가에 대한 "야마토단"의 분노가 서로 분리할 수 없을 정도로 연결되어 있다"고 주장했다. 이어 미타는 국권론과 민권론의 동거가 동시대 엔카에서 자주 볼 수 있는 것으로 여기에는 "이전 무사의 기개와 서민층의 반발심이 독특하게 결합"한 것이 심리적 기반이라고 설명했다.
아래는 다이너마이트 타령의 가사이다.

민권론자의 눈물의 비로

닦아낸 야마토 담력

국리민복 증진하고

민력을 보양하세

여의치 않으면 다이너마이트를 쾅

사천여만 동포를 위해서라면

붉은 죄수복도 감내해야

국리민복 증진하고

민력을 보양하세

여의치 않으면 다이너마이트를 쾅

후회하지 않도다, 괴로움은 즐거움의 씨앗이니

이윽고 자유의 꽃이 피네

국리민복 증진하고

민력을 보양하세

여의치 않으면 다이너마이트를 쾅

치외법권 철폐의 꿈을

보기만 해도 기분 좋은 포르투갈

국리민복 증진하고

민력을 보양하세

여의치 않으면 다이너마이트를 쾅

民権論者の　涙の雨で

みがき上げたる大和胆

コクリ、ミンプク、ゾウシンシテ

ミンリョクキュウヨウセ

もしも成らなきゃ　ダイナマイトドン

四千余万の、同胞のためにゃ

赤い囚衣も苦にゃならぬ

コクリ、ミンプク、ゾウシンシテ

ミンリョクキュウヨウセ

もしも成らなきゃ　ダイナマイトドン

悔むまいぞや、苦は楽の種

やがて自由の花が咲く

コクリ、ミンプク、ゾウシンシテ

ミンリョクキュウヨウセ

もしも成らなきゃ　ダイナマイトドン

治外法権、撤去の夢を

見るもうれしいホルトガル

コクリ、ミンプク、ゾウシンシテ

ミンリョクキュウヨウセ

もしも成らなきゃ　ダイナマイトドン
— 添田唖蝉坊 (1933), 39쪽

### 작곡
시게시타는 다이너마이트 타령이 율선법의 "상향적인 민요 음계풍의 선율"이라고 주장했다. 반면 고지마 도미코는 노래의 음율이 "레-미-솔-라 라는 선율의 테트라코드와 라-도-레-라 라는 선율의 테트라코드가 결합한 형태"이며 "일반적인 민요 음계와는 율음계가 다르다"고 주장하며 이 음계가 이후 엔카에서 많이 응용되는 음계의 시초라고 주장했다. 고지마는 이 곡이 "말의 한 음절마다 음표 하나하나에 그대로 적용되는 창가처럼 단순한 이른바 음절 스타일을 가지고 있다"고 평가하며 일본어의 고저 악센트를 살린 이 곡의 선율은 아마도 소시가 큰 소리로 연설을 낭독하는 가운데 자연스럽게 생겨난 것이라고 주장했다. 또한 고지마는 이 곡의 "4마디가 한 구절을 구성하는" 곡 구조가 서양 음악과 창가, 군악에서 영향을 받은 것으로 보인다고 분석했다.

## 같이 보기
- 엔카
- 스트라이크 타령
- 자유민권운동